# Relais d'opinion

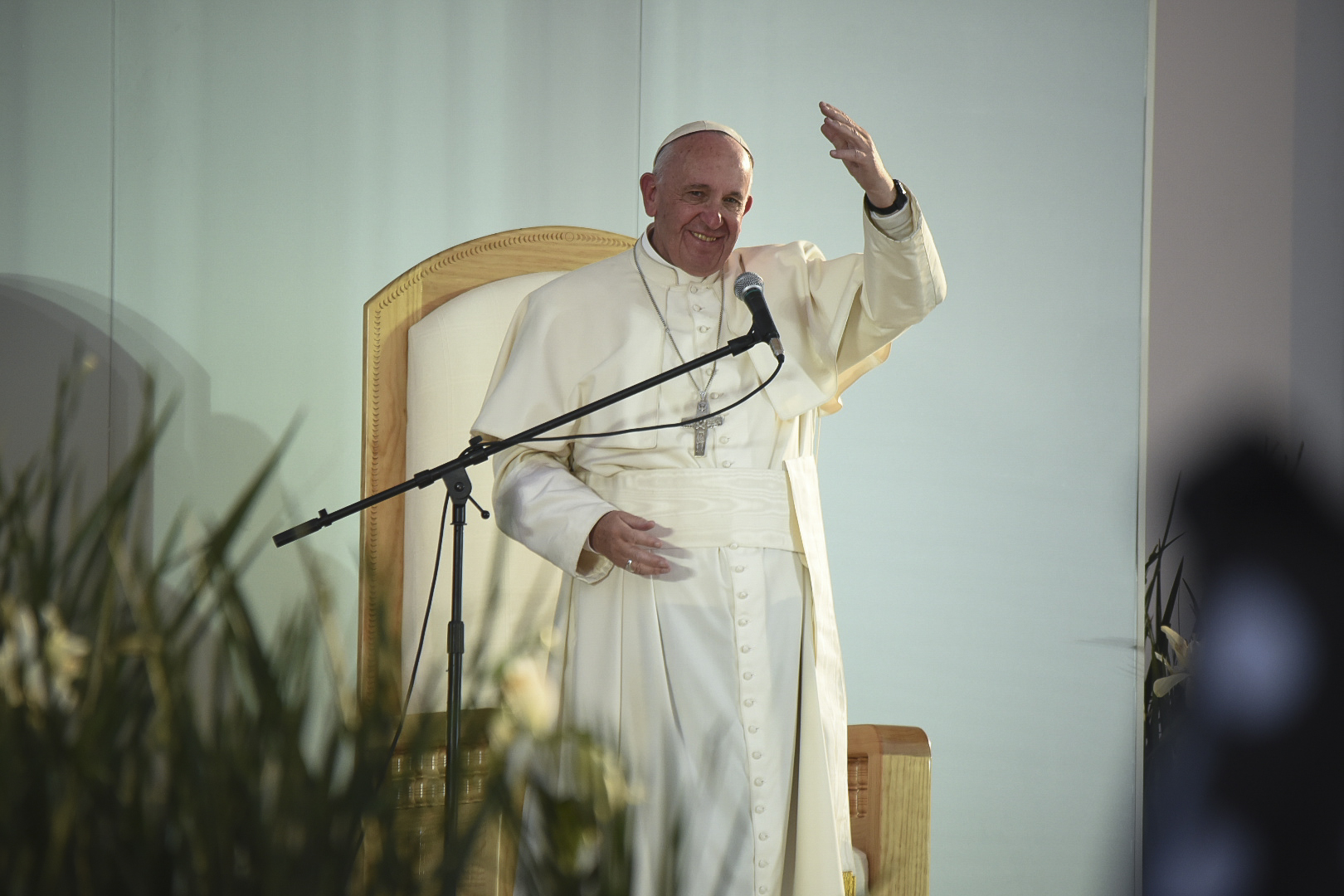
Le pape est un chef spirituel et un leader d'opinion d'importance planétaire.

Provenant de l'expression connue en anglais sous le nom d'opinion leadership, le relais d'opinion (ou leader d'opinion) est un concept issu de la théorie de la communication à double étage proposé par Paul Lazarsfeld et Elihu Katz. Cette théorie est l'un des nombreux modèles qui essayent d'expliquer la diffusion d'innovations, d'idées, ou la production de films publicitaires.

## Sources de la notion
La notion de relais d’opinion apparait dans les années 1950 grâce aux travaux de Paul Lazarsfeld, sociologue américain qui a mis en exergue les effets des médias sur les individus, ainsi que l’influence des cercles « intimes » des individus sur leurs comportements électoraux (élection présidentielle américaine de 1940 notamment). Lazarsfeld est notamment convaincu de l’importance des interactions sociales dans la construction des opinions.

## Définition
Le « relais d’opinion » est généralement défini comme « une personne qui exerce une influence sur son entourage et (ou) qui échange des informations orales sur les produits et marques » (King et Summers, 1970 ; Ben Miled et Le Louarn, 1994 ; Mowen, 1995 ; Gilly et al. 1998 ; Flynn et al., 1996 ; Goldsmith et de Witt, 2003).
Un relais d’opinion est un individu qui, par sa notoriété, son expertise, son charisme ou de son activité sociale intensive, détient un avis qui guide un grand nombre d’autres individus. Avant le développement d'Internet, c’est par le biais de relations presse et de relations publiques que les relais d’opinion exerçaient leur influence sur l’ensemble de la société. Depuis l’apogée d’Internet, le profil de ces individus a subi de grandes modifications, notamment grâce à l’arrivée de nouveaux outils destinés à véhiculer et partager son avis sur un sujet précis ; on parle désormais d'influenceur électronique.

## Influenceur électronique
Selon Bruno Schmutz[Qui ?], il n’existe pas de profil type de l’influenceur électronique, cependant il semblerait que ce soit la personnalité et le mode de vie des individus qui définissent réellement l’influenceur électronique. Ainsi les jeunes seront plus actifs sur des domaines ayant trait aux nouvelles technologies.
La question de la légitimité est le premier élément qui explique le passage du statut de simple internaute à celui d’influenceur électronique. En effet, l’expertise ou la notoriété d’une personne donnée rend cette dernière plus légitime aux yeux des autres internautes, ceci peut s’expliquer par la thèse des « positions hautes » et des « positions basses » occupées par les membres d’une société. C’est en fait l’adage « le savoir c’est le pouvoir » qui s’applique dans ce cas précis.
Lazarsfeld, dans ses travaux, met en évidence le fait que « quelques individus ont un niveau d’implication plus élevé pour des catégories de produits que d’autres et sont plus expressifs de leurs opinions aux autres ». L’omniprésence de l’influenceur sur un marché donné lui confère ainsi une certaine « autorité » (position haute), qui est perçue par les autres internautes comme une source d’information gratuite et fiable, ne provenant pas de discours commerciaux. Cette autorité s’exerce par l’utilisation de nouveaux outils, les médias sociaux.